# Первомайськ (муніципальний футбольний клуб)

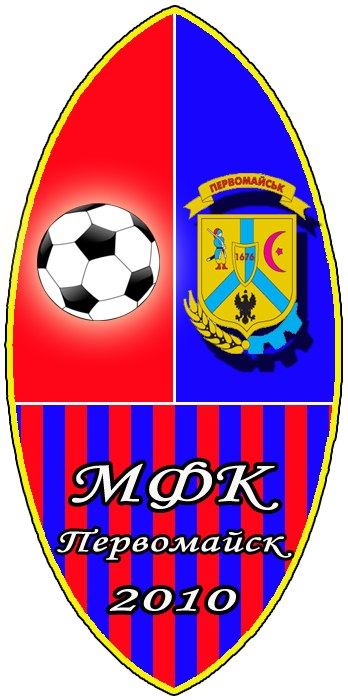
Колишня емблема клубу

Муніципальний футбольний клуб «Первомайськ» — український футбольний клуб з однойменного міста Миколаївської області, заснований у 2010 році. Виступає у Чемпіонаті та Кубку Миколаївської області, також брав участь у Чемпіонаті та Кубку України серед аматорів. Домашні матчі приймає на Центральному стадіоні імені Л. Г. Кривицького місткістю 4 000 глядачів.

## Досягнення
- Чемпіонат Миколаївської області
  - Чемпіон: 2017, 2018
  - Срібний призер: 2013, 2015, 2016
  - Бронзовий призер: 2019
- Кубок Миколаївської області
  - Володар: 2013, 2017, 2018, 2019
  - Фіналіст: 2015, 2016, 2020
- Суперкубок Миколаївської області
  - Володар: 2017, 2018, 2019.